# حوت نالا
حوت نالا (الاسم العلمي:†Nalacetus) هو جنس منقرض من الثدييات يتبع فصيلة الحيتان الباكستانية من رتبة مزدوجات الأصابع.